# Bent Pedersen
Bent Pedersen (nascido em 24 de julho de 1945) é um ex-ciclista dinamarquês que representou o seu país nos Jogos Olímpicos de Verão de 1972 e de 1976.